# Ratusz w Stawiszynie
Ratusz w Stawiszynie – ratusz w Stawiszynie, w północnej pierzei rynku; siedziba instytucji samorządowych.
Jest to budowla murowana, piętrowa, wybudowana na planie prostokąta w 2 połowie XIX wieku. Dwuspadowy dach z blachy kryje budynek. Na osi fasady umieszczona jest wieżyczka z tarczami zegarowymi oraz herbem miasta, zakończona tarasem widokowym otoczonym balustradą z kamienia. Gzyms kordonowy dzieli elewacje, zaś okna zdobią naczółki w kształcie prostokątów i trójkątów.